# Prevalență
Prevalența, în epidemiologie, exprimă numărul total de cazuri de o anumită boală sau un alt eveniment (accident, etc.) existent într-o populație determinată, fără a face deosebire între cazurile vechi și nou apărute, în cursul unei anumite perioade definite de timp (prevalența de perioadă) sau la un moment dat (prevalența de moment).
Acest indice este utilizat pe scară largă în epidemiologie, statistici de sănătate și în demografie. Acest cuvânt este folosit pentru a evalua și alte situații (ex:. prevalență purtătorilor de anticorpi împotriva unui agent infecțios). Prevalența este un bun indicator al descrierii bolilor cronice, relevă ponderea (povara) bolii în populație și este utilizată în: evaluarea nevoilor de îngrijiri, planificarea serviciilor de sănătate și elaborarea programelor de sănătate. A nu se confunda prevalența și incidența (numărul de cazuri noi de boală într-o perioadă de timp determinată, în cadrul unei anumite populații).
Prevalența este de obicei exprimată în cifre absolute sau (de obicei) sub formă de proporție (procent) obținute dintr-un raport în care numărătorul este numărul total de cazuri și numitorul este numărul populației considerate sau o fracțiune definită a acestei populații. Ca exemplu rujeola are o prevalență de aproximativ 1:1000 (sau 0,1%), adică un caz de rujeolă la 1000 de persoane examinate.
Prevelența de moment = Numărul total de cazuri (noi+vechi) existente în momentul studiului / Total populație examinată în acel moment.
Prevalența de perioadă = Numărul total de cazuri (noi+vechi) dintr-o perioadă de timp / Total populație din perioada considerată.